# دوري سان مارينو 1991–92
دوري سان مارينو 1991–92 (بالإيطالية: Campionato Dilettanti 1991-1992)‏ هو الموسم 7 من  دوري سان مارينو. أشرف على تنظيمه اتحاد سان مارينو لكرة القدم، وكان عدد الأندية المشاركة فيه  10، وفاز فيه FC Fiorentino ‏.